# Shirley Temple (drink)

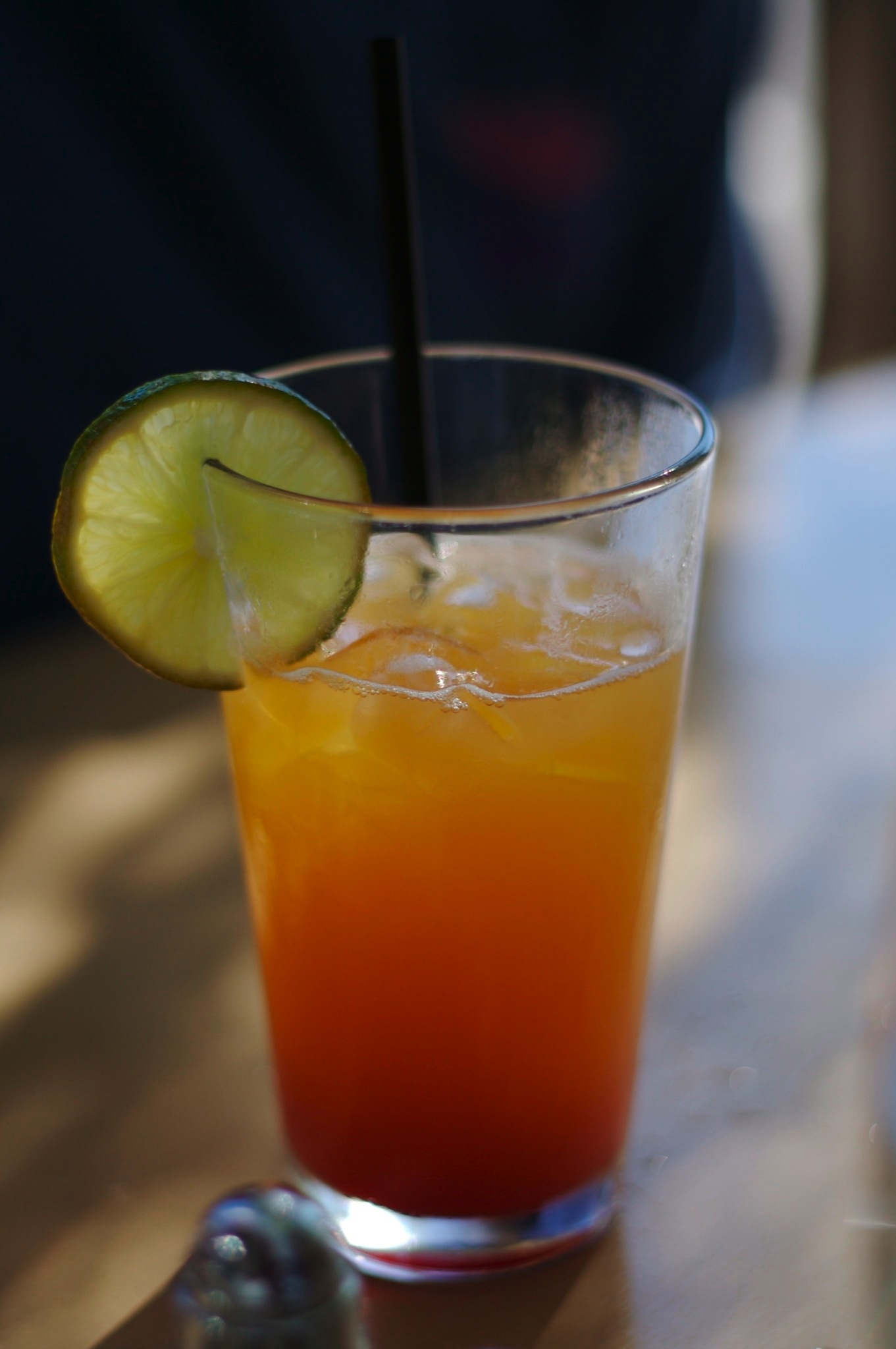
Shirley Temple med en skiva lime.

Shirley Temple är en alkoholfri drink bestående av två delar ginger ale, en del apelsinjuice samt några droppar grenadine och som garneras med ett maraschinokörsbär.
Cocktailen uppfanns i Beverly Hills på 1930-talet till barnstjärnan Shirley Temple, som bad att få en drink utan alkohol i.
Senare dagars recept utesluter ibland apelsinjuicen och har istället lika delar läsk med citronlimesmak och ginger ale. En del restauranger serverar istället Shirley Temple som en blandning av läsk med citronlimesmak, till exempel Sprite, och grenadine garnerat med ett maraschinokörsbär.
Shirley Temples serveras ofta på restauranger som ett alkoholfritt drinkalternativ, liknande drinken Roy Rogers.